# FC Istres
Câu lạc bộ bóng đá Istres Ouest Provence (phát âm tiếng Pháp: [istʁ]; thường được gọi là Istres đơn giản) (Euronext: MLFCI) là một câu lạc bộ bóng đá Pháp có trụ sở tại Istres. Câu lạc bộ được thành lập vào năm 1920 và hiện đang chơi các trận đấu tại nhà của họ tại Stade Parsemain ở Fos-sur-Mer, một xã thuộc Arrondissement of Istres.

## Lịch sử
FC Istres được thành lập vào năm 1920 bởi Édouard Guizonnier với tên SS Istréenne. Năm 1969, SS Istréenne được sáp nhập vào câu lạc bộ thể thao lớn hơn Istres Sports, đội đã chọn giữ màu tím và đen đặc trưng của vùng Istréenne. Vào năm 1977, câu lạc bộ đã đưa doanh nhân trẻ Michel Aviet trở thành chủ tịch của câu lạc bộ và cựu thủ môn người Nam Tư Georges Korac trở thành huấn luyện viên câu lạc bộ. Trong những năm Aviet-Korac, câu lạc bộ đã tiến lên từ các khu vực thấp hơn của Pháp cho đến Ligue 2.
Mùa giải 2004-05, lần đầu tiên câu lạc bộ lọt vào Ligue 1 nhưng kết thúc lần cuối và bị xuống hạng ở Ligue 2 năm sau. Câu lạc bộ đã trở lại Ligue 2 cho mùa giải 2009-10 sau khi giành chức vô địch Championnat National 2008-09. Câu lạc bộ đã xuống hạng từ Ligue 2 mùa 2013-14 sau thất bại 2-4 trước Dijon FCO.
Vào tháng 7 năm 2015, câu lạc bộ đã xuống hạng 7 vì lý do tài chính.

### Tên trong lịch sử
- SS Istréenne (1920-1969)
- Istres Sports (1969-1990)
- FC Istres Ville Nouvelle (1990-2004)

## Cầu thủ

### Cựu cầu thủ đáng chú ý
Để biết danh sách các cựu cầu thủ FC Istres, hãy xem Thể loại: Các cầu thủ FC Istres.

## Đối thủ
Câu lạc bộ có hai đối thủ lớn. Đầu tiên là với hàng xóm FC Martigues, với nhiều cuộc gặp gỡ trong những năm qua. Thứ hai là trận derby Provence với AC Arles-Avignon.

## Danh dự
- Quốc gia
  - Vô địch (1): 2008
- Méditerranée Division d'Honneur
  - Vô địch (2): 1982, 1990
- Coupe de Provence
  - Vô địch (3): 1933, 1982, 1987, 1989